# Křížová cesta (Libčany)
Křížová cesta v Libčanech na Královéhradecku se nachází v centru obce.

## Historie
Křížovou cestu tvoří několik zděných výklenkových kapliček se sloupky. Jsou postaveny po straně zámeckého schodiště, které vede z jihu ke kostelu Nanebevzetí Panny Marie.
Původní kapličky s výklenky tvořily sloupy v zámecké ohradní zdi. Při výstavbě pavilonu u Základní školy, která od 70. let 20. století sídlí v budově zámku, byly v 90. letech zbourány a znovu vystavěny u zámeckého schodiště při jeho opravě.